# Magyarországi országgyűlési választások a dualizmus korában
A dualizmus korában (1867–1918) a választásokat először az 1848. évi V., majd az  1874. évi XXXIII. törvénycikk szabályozta, utóbbi szigorította a vagyoni cenzust, megerősítette a szavazás teljesen nyílt voltát, valamint bevezette a képviselőállítás azonnali lehetőségét, valamint az országgyűlés létszámát 413 főben határozta meg.
Az 1913. évi XIV. törvénycikk nyílt szavazást rendelt el, és vagyoni és műveltségi cenzushoz kötötte a szavazójogot. A választások mindvégig nyílt szavazásos rendszerben zajlottak, általános és titkos, a nőkre is kiterjedő választójogot elsőként a Károlyi Mihály-kormány vezetett be 1918-ban. Eszerint minden, bármelyik hazai nyelven írni-olvasni tudó 21 éven felüli férfi és 24 éven felüli nő szavazati jogot kapott. Ezt később többször átalakították, szűkítették (pl. korhatár-emeléssel), illetve részben újból bevezették a nyílt szavazás rendszerét.
A magyar országgyűlés hivatalosan 1865. december 11-e óta ülésezik folyamatosan, a mai napig.

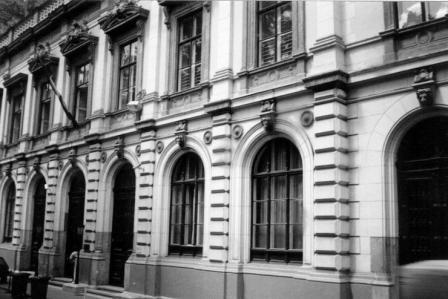
Sándor utcai képviselőház

Választókerületek 1893-ban

## Választási eredmények

### 1869

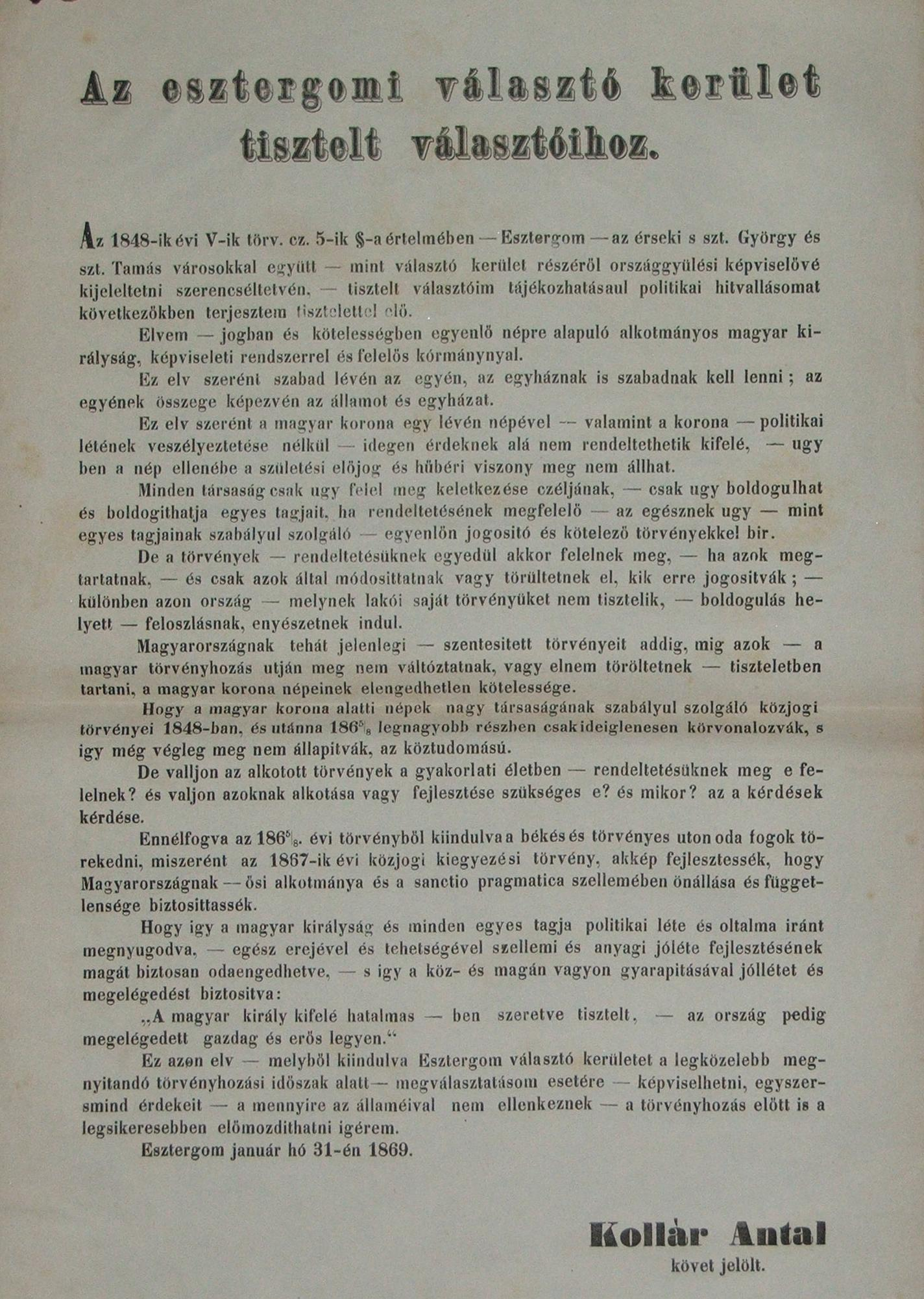
Kollár Antal, esztergomi polgármester országgyűlési választási plakátja 1869-ből

Az 1869-es választások március 9. és 13-a között zajlottak. Tétje nem kevesebb, mint a két évvel korábban, 1867-ben megszületett kiegyezés, azaz az a dualizmus, az Osztrák–Magyar Monarchia születésének legitimálása volt.
A képviselői helyekért három párt indult; a kiegyezés pártiak (és egyben kiharcolói) a Deák-párt, a kiegyezés ellenzői vérmérséklettől függően (részleges, avagy teljes elutasítás) a Balközép Párt vagy a Szélsőbal (1870-től 1848-as Párt) színeiben mérettették meg magukat. Bár országos szinten (legalább ez a) három párt létezett, a választás mégis a Deák-párt és a mérsékelt ellenzéki Balközép Párt között zajlott le és Deákék abszolút győzelmével zárult (a mandátumok 55,95%-át zsebelték be).
| Szervezet                | Mandátumok száma | Mandátumok aránya | Parlamenti szerepe |
| ------------------------ | ---------------- | ----------------- | ------------------ |
| Deák-párt                | 235              | 55,95%            | kormánypárt        |
| Balközép Párt            | 116              | 27,62%            | ellenzék           |
| Szélsőbal                | 40               | 9,52%             | ellenzék           |
| kormánypárti nemzetiségi | 29               | 6,90%             | kormánypárt        |
| Összesen                 | 420              | 100%              | —                  |

### 1872
A választásokat június 12-e és július 9-e között rendezték meg.
| Szervezet                         | Mandátumok száma | Mandátumok aránya | Parlamenti szerepe |
| --------------------------------- | ---------------- | ----------------- | ------------------ |
| Deák-párt                         | 245              | 57,38%            | kormánypárt        |
| Balközép Párt                     | 116              | 27,17%            | ellenzék           |
| Országos 1848-as Párt (Szélsőbal) | 38               | 8,9%              | ellenzék           |
| pártonkívüli, nemzetiségi         | 28               | 6,55%             | független          |
| Összesen                          | 427              | 100%              | —                  |

### 1875
A választásokat július 1-je és augusztus 18-a között rendezték meg.
| Szervezet                    | Mandátumok száma | Mandátumok aránya | Parlamenti szerepe |
| ---------------------------- | ---------------- | ----------------- | ------------------ |
| Szabadelvű Párt              | 333              | 80,43%            | kormánypárt        |
| Konzervatív Párt             | 21               | 5,07%             | ellenzék           |
| Függetlenségi Párt           | 36               | 8,70%             | ellenzék           |
| nemzetiségek, pártonkívüliek | 24               | 5,80%             | független          |
| Összesen                     | 414              | 100%              | —                  |

„Mi volt a magyar ember 67 előtt? Teóriában egy független ország polgára, de ki in praxi egy alkotmányellenes irányú kormányzat minden szekatúrájának ki volt téve, s mi a tényleges állapot? Mi most igaz, hogy nem vagyunk teljesen önálló nemzet, igaz, hogy kezeink közjogi dolgokban is kötve vannak sok irányban, de míg egyfelől egy hazai többségből alakult hazafias kormányunk van, mely egyesülve egy tágkörű önkormányzattal, belügyeinket teljes önállósággal intézi, addig másfelől a külügyekre s így a hadügyre is bírunk annyi befolyással, mely képes megakadályozni minden érdekeinkkel ellentétes politikát”

–  1876. május 21. Tisza István első politikai levele

### 1878
A választásokra augusztus 5-e és 14-e között került sor.
| Szervezet          | Mandátumok száma | Mandátumok aránya | Parlamenti szerepe |
| ------------------ | ---------------- | ----------------- | ------------------ |
| Szabadelvű Párt    | 239              | 57,87%            | kormánypárt        |
| Egyesült Ellenzék  | 75               | 18,16%            | ellenzék           |
| Függetlenségi Párt | 76               | 18,40%            | ellenzék           |
| nemzetiségek       | 9                | 2,18%             | független          |
| pártonkívüliek     | 14               | 3,39%             | független          |
| Összesen           | 413              | 100%              | —                  |

### 1881
A választásokat június 24-e és július 3-a közt rendezték meg.
| Szervezet          | Mandátumok száma | Mandátumok aránya | Parlamenti szerepe |
| ------------------ | ---------------- | ----------------- | ------------------ |
| Szabadelvű Párt    | 235              | 56,90%            | kormánypárt        |
| Mérsékelt Ellenzék | 57               | 13,80%            | ellenzék           |
| Függetlenségi Párt | 88               | 21,31%            | ellenzék           |
| nemzetiségek       | 14               | 3,39%             | —                  |
| pártonkívüliek     | 19               | 4,60%             | —                  |
| Összesen           | 413              | 100%              | —                  |

### 1884
A voksolásra június 13-a és 22-e közt került sor.
| Szervezet                            | Mandátumok száma | Mandátumok aránya | Parlamenti szerepe |
| ------------------------------------ | ---------------- | ----------------- | ------------------ |
| Szabadelvű Párt                      | 234              | 56,52%            | kormánypárt        |
| Mérsékelt Ellenzék                   | 64               | 15,46%            | ellenzék           |
| Függetlenségi és Negyvennyolcas Párt | 75               | 18,12%            | ellenzék           |
| Országos Antiszemita Párt            | 17               | 4,12%             | ellenzék           |
| nemzetiségek                         | 15               | 3,63%             | —                  |
| pártonkívüliek                       | 8                | 1,94%             | —                  |
| Összesen                             | 413              | 100%              | —                  |

### 1887
A képviselőválasztást június 17-e és július 26-a közt tartották meg.
| Szervezet                            | Mandátumok száma | Mandátumok aránya | Parlamenti szerepe |
| ------------------------------------ | ---------------- | ----------------- | ------------------ |
| Szabadelvű Párt                      | 263              | 63,68%            | kormánypárt        |
| Mérsékelt Ellenzék                   | 44               | 10,65%            | ellenzék           |
| Függetlenségi és Negyvennyolcas Párt | 78               | 18,89%            | ellenzék           |
| Országos Antiszemita Párt            | 11               | 2,66%             | ellenzék           |
| nemzetiségek                         | 9                | 2,18%             | —                  |
| pártonkívüliek                       | 8                | 1,94%             | —                  |
| Összesen                             | 413              | 100%              | —                  |

### 1892

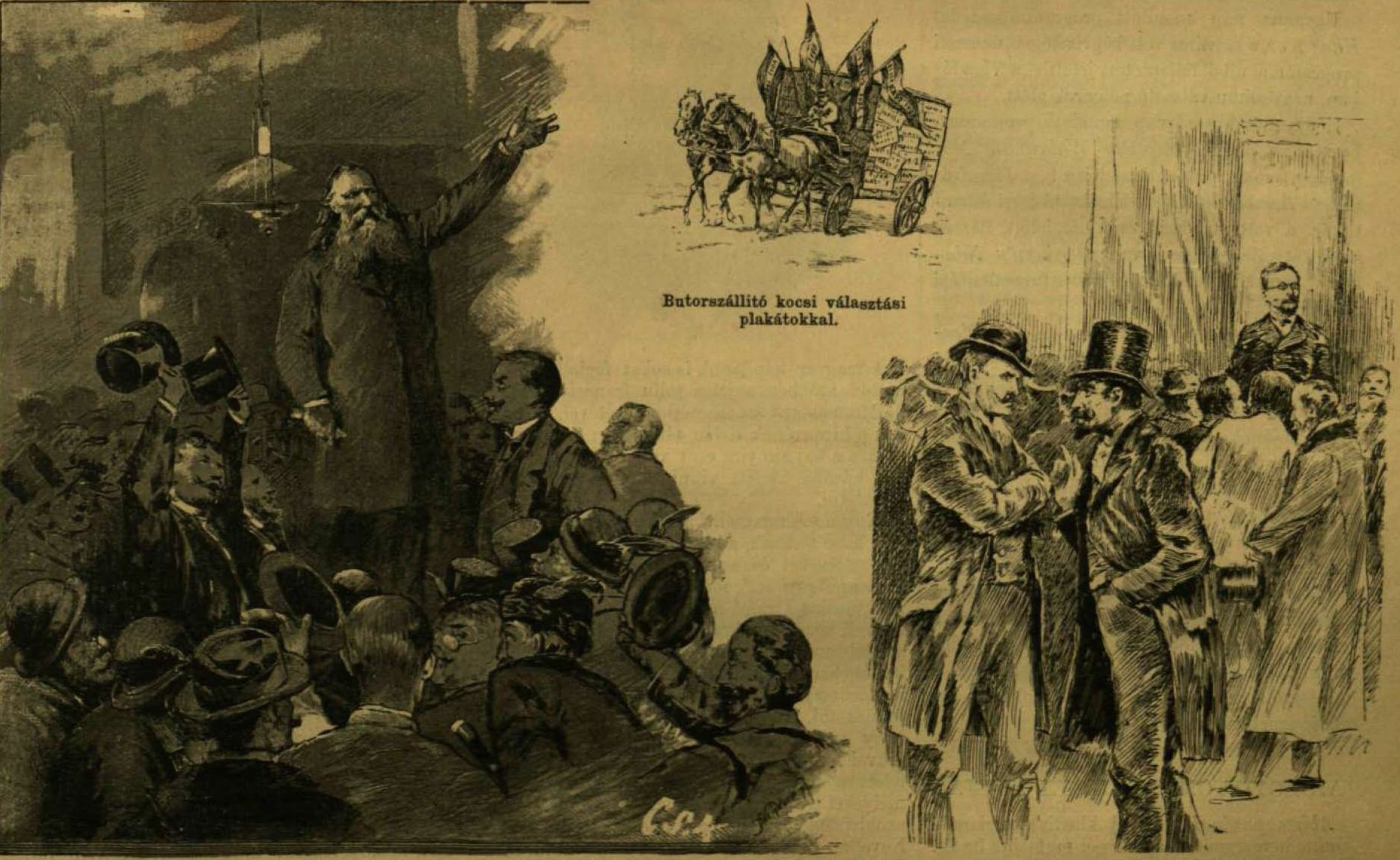
Választások 1892-ben

Január 29-e és február 3-a közt adhatták le szavazataikat az arra jogosultak
| Szervezet                            | Mandátumok száma | Mandátumok aránya | Parlamenti szerepe |
| ------------------------------------ | ---------------- | ----------------- | ------------------ |
| Szabadelvű Párt                      | 243              | 58,84%            | kormánypárt        |
| Nemzeti Párt                         | 61               | 14,77%            | ellenzék           |
| Függetlenségi és Negyvennyolcas Párt | 86               | 20,82%            | ellenzék           |
| Függetlenségi és 48-as (Ugron) Párt  | 15               | 3,63%             | ellenzék           |
| pártonkívüliek                       | 8                | 1,93%             | —                  |
| Összesen                             | 413              | 100%              | —                  |

### 1896
A millenárium évében megtartott választásokat október 29-e és november 4-e között bonyolították le. A Szabadelvű Párt történelme második legnagyobb arányú sikerét érte el, a 290 elnyert mandátumnál csak egyszer, 1875-ben tudott több képviselőt delegálni a parlamentbe (akkor 333-at).
| Szervezet                            | Mandátumok száma | Mandátumok aránya | Parlamenti szerepe |
| ------------------------------------ | ---------------- | ----------------- | ------------------ |
| Szabadelvű Párt                      | 290              | 70,21%            | kormánypárt        |
| Függetlenségi és Negyvennyolcas Párt | 50               | 12,10%            | ellenzék           |
| Nemzeti Párt (Magyarország)          | 33               | 8,23%             | ellenzék           |
| Katolikus Néppárt                    | 18               | 4,36%             | ellenzék           |
| Függetlenségi és 48-as (Ugron) Párt  | 11               | 2,66%             | ellenzék           |
| pártonkívüliek                       | 10               | 2,42%             | változó            |
| Román Nemzeti Párt                   | 1                | 0,24%             | ellenzék           |
| Összesen                             | 413              | 100%              | —                  |

### 1901
A választásokat október 2–9. között tartották, a Szabadelvű Párt 1896-os eredményéhez képest 13-mal kevesebb mandátumhoz jutott, de még így is kicsivel több, mint kétharmados többséget szerzett.
| Szervezet                            | Mandátumok száma | Mandátumok aránya | Parlamenti szerepe |
| ------------------------------------ | ---------------- | ----------------- | ------------------ |
| Szabadelvű Párt                      | 277              | 67,07%            | kormánypárt        |
| Függetlenségi és Negyvennyolcas Párt | 79               | 19,12%            | ellenzék           |
| Katolikus Néppárt                    | 25               | 6,05%             | ellenzék           |
| Függetlenségi és 48-as (Ugron) Párt  | 13               | 3,14%             | ellenzék           |
| pártonkívüliek                       | 13               | 3,14%             | változó            |
| Szlovák Nemzeti Párt                 | 4                | 0,97%             | ellenzék           |
| Szerb Nemzeti Párt                   | 1                | 0,24%             | ellenzék           |
| Demokrata Párt                       | 1                | 0,24%             | ellenzék           |
| Összesen                             | 413              | 100%              | —                  |

### 1905
A választásokat 1905. január 26–február 4. között tartották. Itt fordult elő először, hogy az 1875 óta kormányzó Szabadelvű Párt vereséget szenvedett, a választásokat követő rossz döntések miatt pedig egy évvel később feloszlott. A választási eredményeket negligálva Ferenc József a győztes szövetkezett ellenzék helyett megtartotta a regnáló Tisza István kabinetet, majd június 18-án báró Fejérváry Géza táborszernagyot, a magyar királyi darabont testőrség kapitányát nevezte ki miniszterelnökké átmeneti jelleggel, ezzel elmélyítve a helyzet miatt kialakult súlyos belpolitikai válságot.
| Szervezet                            | Mandátumok száma | Mandátumok aránya | Parlamenti szerepe |
| ------------------------------------ | ---------------- | ----------------- | ------------------ |
| Függetlenségi és Negyvennyolcas Párt | 165              | 39,95%            | kormánypárt        |
| Szabadelvű Párt                      | 159              | 38,50%            | ellenzék           |
| Disszidensek1 (a Szabadelvű Pártból) | 27               | 6,54%             | kormánypárt        |
| Katolikus Néppárt                    | 25               | 6,05%             | kormánypárt        |
| Új Párt                              | 13               | 3,15%             | kormánypárt        |
| pártonkívüliek                       | 10               | 2,42%             | változó            |
| Román Nemzeti Párt                   | 8                | 1,94%             | ellenzék           |
| Demokrata Párt                       | 2                | 0,48%             | kormánypárt        |
| Szocialisták                         | 2                | 0,48%             | ellenzék           |
| Szerb Nemzeti Párt                   | 1                | 0,24%             | ellenzék           |
| Szlovák Nemzeti Párt                 | 1                | 0,24%             | ellenzék           |
| Összesen                             | 413              | 100%              | —                  |

1: A Szabadelvű Pártból kilépett 27 képviselő, ifj. Andrássy Gyula vezetésével. 1905 végén Országos Alkotmánypárt néven párttá alakultak

### 1906

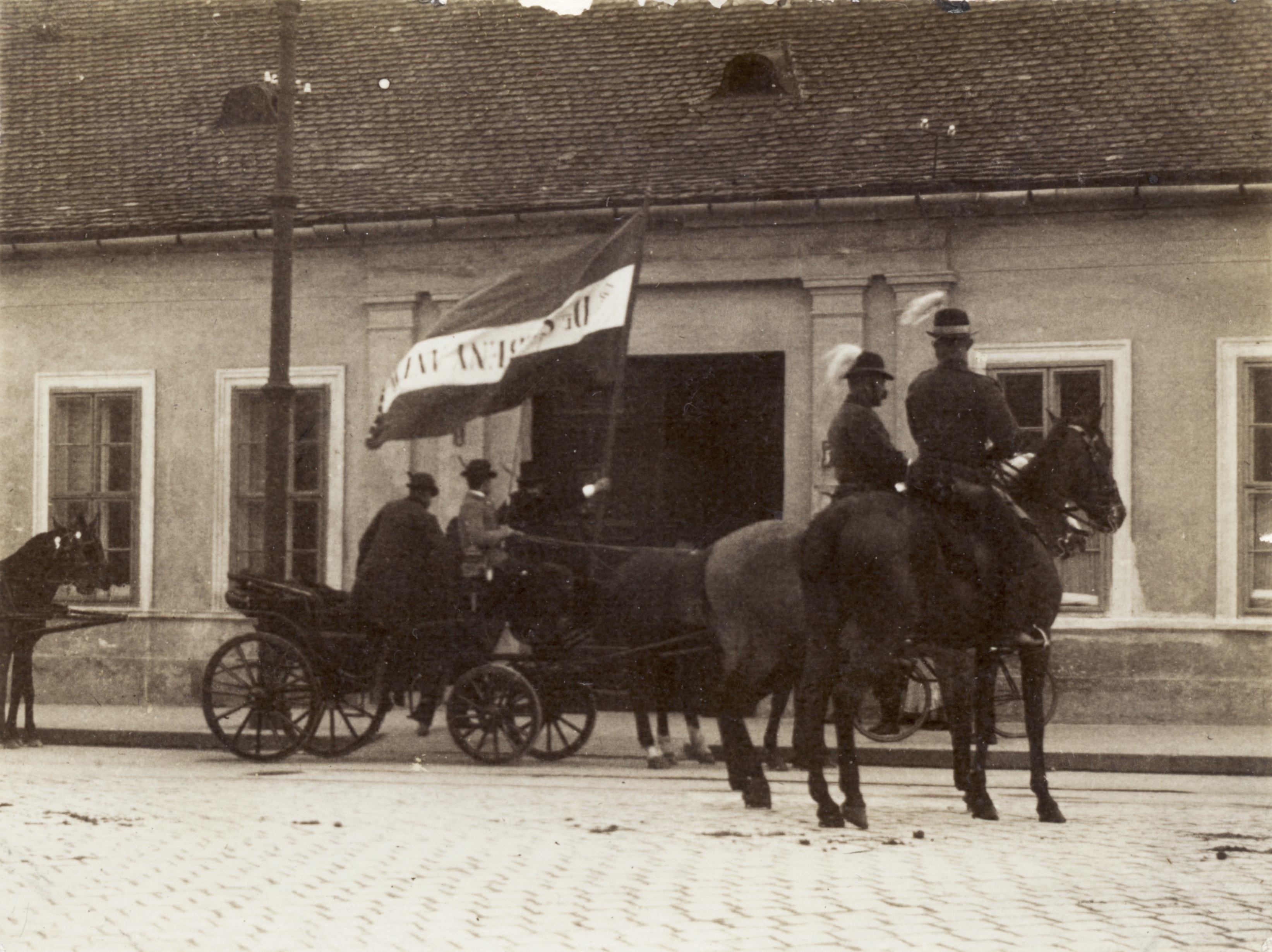
Dr. Szebeny Antal függetlenségi párti jelölt híveinek választási felvonulása a Krisztina körúton 1906 májusában

A választásokra az 1905–1906-os magyarországi belpolitikai válságot lezáró paktum értelmében került sor április 29-e és május 8-a közt. A csatározások eredményeként gyakorlatilag politikai ellenfél nélkül maradt szövetkezett ellenzék pártjai összesen 87,96%-ot szereztek, amin belül az ellenzék addig is legnagyobb pártja, a Függetlenségi és Negyvennyolcas Párt önmagában is abszolút többséggel (61,26%) bírt. Erejével azonban a mindig is meglévő és korábban már többször is a párt szétesését eredményező belső töredezettség, valamint a hatalomra kerülésért cserébe a Ferenc Józseffel kötött paktum megkötései miatt gyakorlatilag sohasem tudott élni; még csak nem is volt többsége a kormányban és a miniszterelnököt (Wekerle Sándort) sem ők, hanem az Országos Alkotmánypárt adták.
| Szervezet                            | Mandátumok száma | Mandátumok aránya | Parlamenti szerepe |
| ------------------------------------ | ---------------- | ----------------- | ------------------ |
| Függetlenségi és Negyvennyolcas Párt | 253              | 61,26%            | kormánypárt        |
| Országos Alkotmánypárt               | 71               | 17,19%            | kormánypárt        |
| Katolikus Néppárt                    | 33               | 7,99%             | kormánypárt        |
| Román Nemzeti Párt                   | 14               | 3,39%             | ellenzék           |
| Szász Párt                           | 13               | 3,15%             | ellenzék           |
| Szlovák Nemzeti Párt                 | 7                | 1,69%             | ellenzék           |
| Szerb Nemzeti Párt                   | 4                | 0,97%             | ellenzék           |
| Demokrata Párt                       | 3                | 0,72%             | kormánypárt        |
| Mo-i újjászervezett Szocdem. Néppárt | 1                | 0,24%             | ellenzék           |
| Parasztpárt                          | 1                | 0,24%             | ellenzék           |
| pártonkívüli                         | 13               | 3,15%             | független          |
| Összesen                             | 413              | 100%              | —                  |

### 1910

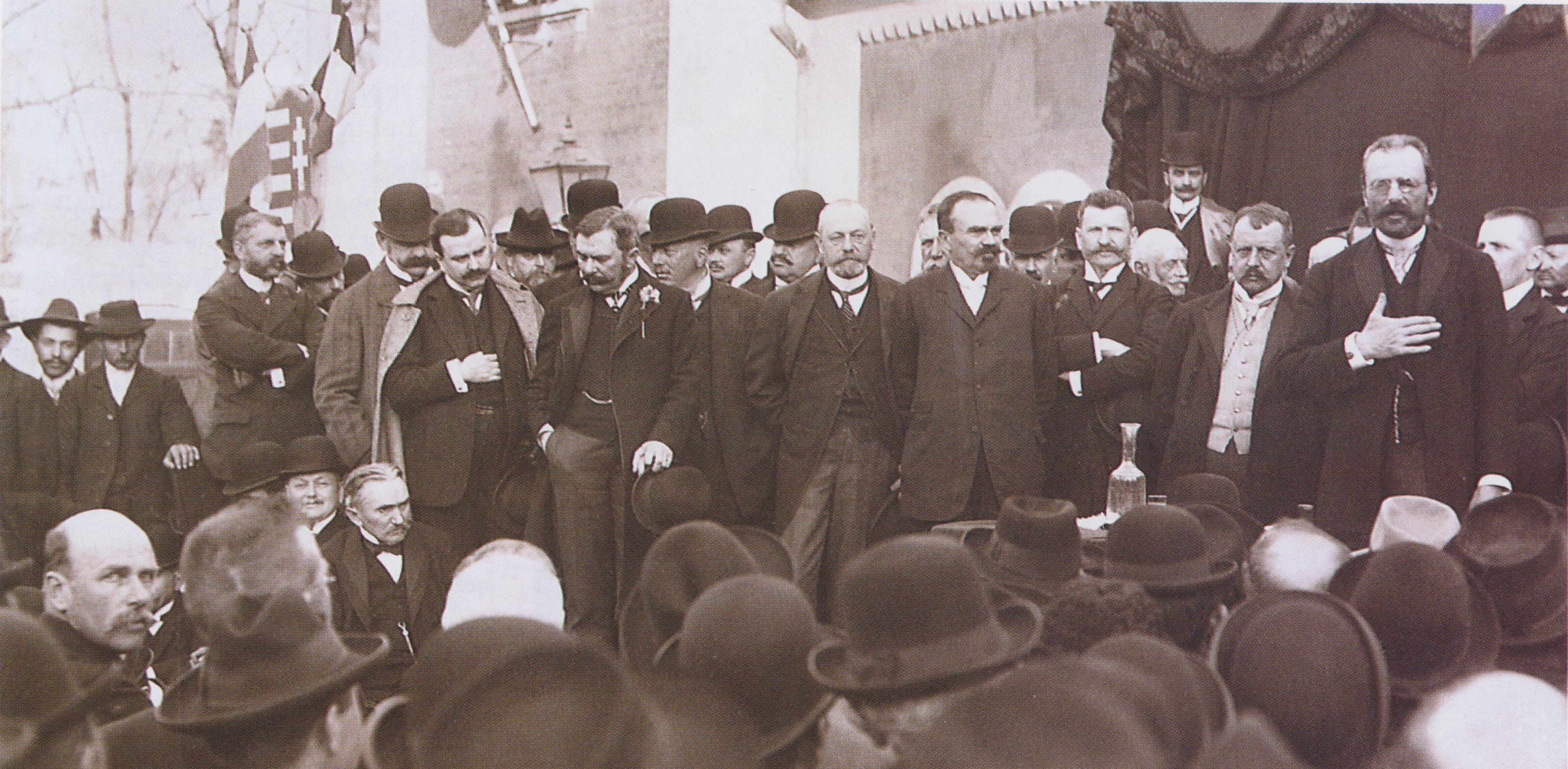
Tisza István választási beszédet tart 1910 áprilisában, Sopronban

A választásokat június 1-je és 10-e között tartották, melyen nem várt arányú győzelmet aratott a Szabadelvű Párt egykori tagjaiból alakult Nemzeti Munkapárt. Az eredetileg ötéves parlamenti ciklust az első világháború miatt, az 1915-ben hozott Az országgyűlés tartamának kivételes meghosszabbításáról szóló (1915. évi IV.) törvénnyel nyolcévesre hosszabbították meg.
| Szervezet                                          | Mandátumok száma | Mandátumok aránya | Parlamenti szerepe |
| -------------------------------------------------- | ---------------- | ----------------- | ------------------ |
| Nemzeti Munkapárt                                  | 256              | 61,98%            | kormánypárt        |
| Függetlenségi 48-as és Kossuth Párt                | 51               | 12,35%            | ellenzék           |
| Függetlenségi és 48-as (Justh) Párt                | 44               | 10,65%            | ellenzék           |
| 67-es pártonkívüliek                               | 21               | 5,08%             | ellenzék           |
| 48-as pártonkívüliek                               | 12               | 2,91%             | ellenzék           |
| Katolikus Néppárt                                  | 13               | 3,14%             | ellenzék           |
| Román Nemzeti Párt                                 | 5                | 1,21%             | ellenzék           |
| Szlovák Nemzeti Párt                               | 3                | 0,72%             | ellenzék           |
| Országos 48-as Függetlenségi Gazdapárt             | 5                | 1,21%             | ellenzék           |
| Demokrata Párt                                     | 2                | 0,48%             | ellenzék           |
| Országos Keresztényszocialista Párt (Magyarország) | 1                | 0,24%             | ellenzék           |
| Összesen                                           | 413              | 100%              | —                  |